# Marcin Szarski
Marcin August Szarski, właśc. Marcin Feintuc (ur. 10 kwietnia 1868 w Krakowie, zm. 16 grudnia 1941 w Tel Awiwie) – polski prawnik z tytułem doktora, ekonomista, bankowiec, działacz gospodarczy, publicysta, polityk, senator II Rzeczypospolitej I, II i III kadencji w latach 1922–1935.

## Życiorys
Wywodził się z mieszczańskiej rodziny bogatych kupców żydowskich. Protoplastą rodu był Marcin Feintuch, właściciel firmy spedycyjnej, którego synowie Leon (od 1882 nosił nazwisko Zawiejski, ojciec Jana Zawiejskiego) i Stanisław (od 1894 nosił nazwisko Szarski, ojciec Marcina) również zajmowali się działalnością handlową. W 1846 rodzina Feintuchów ochrzciła się w ewangelickim kościele św. Marcina w Krakowie. Później dokonali konwersji na katolicyzm. Syn Stanisława (1826–1898), kupca, radnego Krakowa i Józefy z Rosenzweigów (1832–1898). Jego rodzeństwem byli: Stefania (zm. 1921), Roman, Henryk (1855–1921), prawnik, kupiec, wiceprezydent Krakowa, Joanna (ur. 1858), Zofia (1868–1940).
Absolwent Gimnazjum św. Anny w Krakowie. Ukończył studia na Wydziale Prawa Uniwersytetu Jagiellońskiego uzyskując stopień naukowy doktora praw. W okresie zaboru austriackiego w ramach autonomii galicyjskiej pełnił funkcję urzędnika w instytucjach skarbowych (1891–1910). Pracował w C. K. Prokuratorii Skarbu i od 1903 przez osiem lat w C. K. Ministerstwie Skarbu w randze radcy. W 1910 został dyrektorem (1910–1926) a następnie prezesem (1926–1933) Banku Przemysłowego we Lwowie. Sprawował stanowiska prezesa Rady Banku Polskiego we Lwowie, Związku Banków w Polsce, Giełdy Pieniężnej i Towarowej we Lwowie, Polsko-Francuskiej Izby Handlowej, Izby Przemysłowo-Handlowej we Lwowie.
Uzyskał mandat senatora Senatu RP I kadencji (1922–1927) (z ramienia Chrześcijańskiego Związku Jedności Narodowej), II kadencji (1928–1930) i III kadencji (1930–1935) (z ramienia Bezpartyjnego Bloku Współpracy z Rządem). 12 lipca 1927 został wybrany członkiem komisji rozjemczej Giełdy Pieniężnej we Lwowie.
Był członkiem Rady Centralnego Związku Polskiego Przemysłu, Górnictwa, Handlu i Finansów w 1920. Od 1928 był konsulem honorowym Belgii na obszar województw lwowskiego, stanisławowskiego i tarnopolskiego. Pod koniec 1933 został był przewodniczącym komitetu organizacyjnego Polsko-Jugosłowiańskiej Izby Handlowej.
Po wybuchu II wojny światowej i agresji ZSRR na Polskę oraz nastaniu okupacji sowieckiej posiadając paszport dyplomatyczny wyjechał wraz z żoną do Palestyny. Zmarł 16 grudnia 1941 w Tel Awiwie, gdzie przebywał z zamiarem przedostania się do Stanów Zjednoczonych. Został pochowany tamże na cmentarzu katolickim.
Jego żoną została Olga Emilia z domu Budwińska (ur. 1875–1955). Ich synami byli Andrzej (1899–1972), prawnik i bankowiec i Kazimierz (1904–1960), zoolog, profesor i rektor Uniwersytetu Wrocławskiego.

## Ordery i odznaczenia
- Krzyż Oficerski Orderu Odrodzenia Polski (11 listopada 1937)[9][10]
- Kawaler Orderu Legii Honorowej (Francja)
- Kawaler Orderu Franciszka Józefa (Austro-Węgry, 1901)[11]